# Альвастра (свайный посёлок)

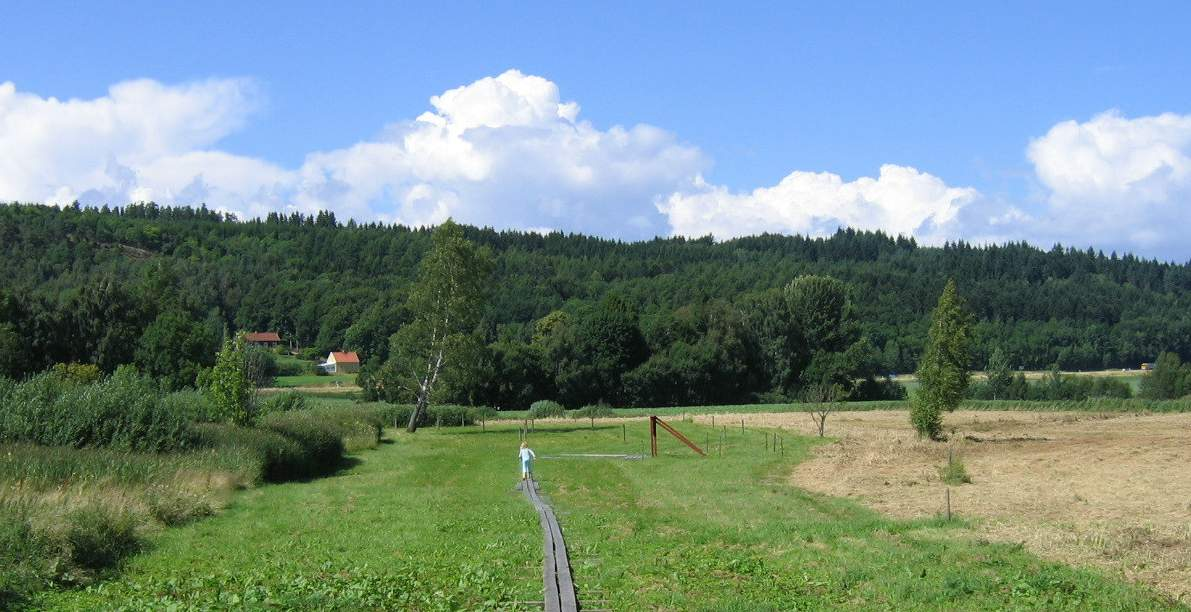
Альвастра. Фото 2005 г.

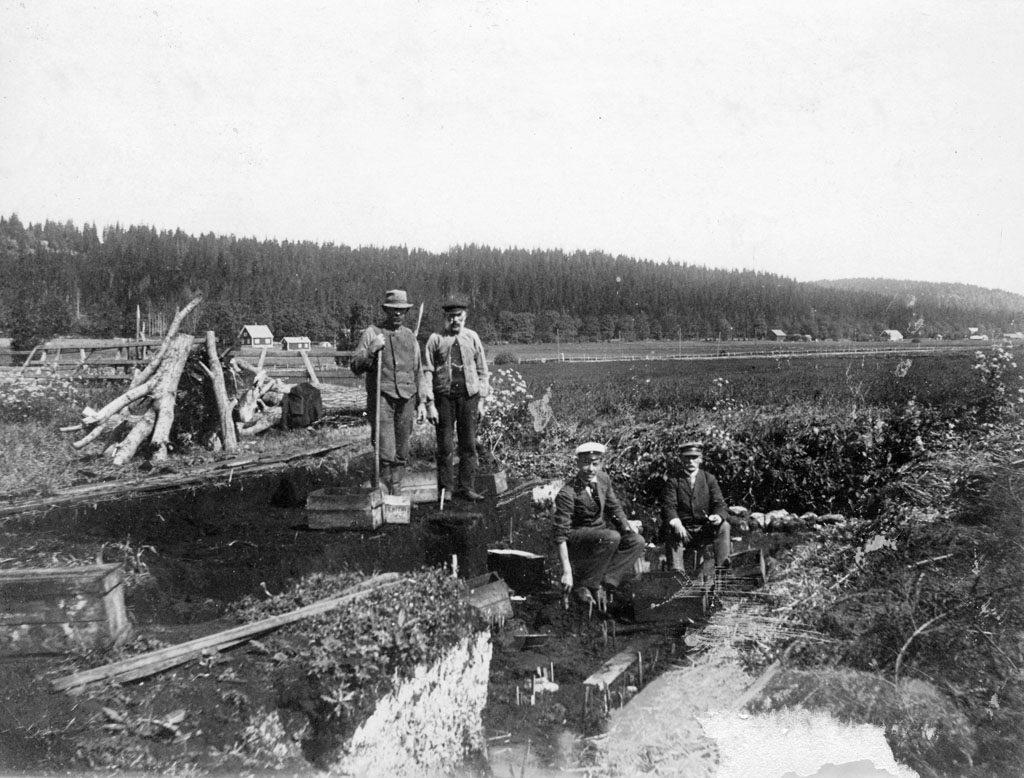
Раскопки 1914 г.

Альвастра — свайный посёлок, расположен близ одноименной деревни в коммуне Эдесхёг лена Эстергётланд в Швеции. Свайное поселение датируется эпохой неолита, около 3000 г. до н. э., и является уникальным для Северной Европы, поскольку в неолите подобные свайные поселения были распространены в доисторической Австрии и Швейцарии, но не были известны за пределами Альп. Это был сезонный социальный и религиозный центр племени. Археологи раскопали около 2/3 площади поселения в 1908—1918, 1928—1939 и 1976—1980 гг.
Керамика в поселении идентична керамике охотничье-собирательской (субнеолитической) культуры ямочной керамики, однако орудия труда и оружие происходят из иной культуры, воронковидных кубков. Остатки, свидетельствующие о производстве орудий, весьма немногочисленны — скорее можно предположить, что в Альвастру доставлялись уже готовые орудия, и посвящались богам. Среди интересных находок — обоюдоострые боевые топоры, вероятно, имевшие культовое значение.
Свайный посёлок был населён только в некоторые летние месяцы. Это был социальный центр племени или клана, где люди собирались на праздники, особенно по окончании летней охоты и сезона урожая. По посёлку равномерно распределены около 100 очагов из известняка. Постоянные дома отсутствовали — имелись лишь хижины на сваях из орешника. Вокруг очагов найдено большое количество остатков пищи, обгоревших зёрен пшеницы и ячменя, остатки яблок, скорлупа лесных орехов, кости крупного рогатого скота, овец и свиней. Имеются также остатки дичи — благородного оленя, лося, волка и медведя, таких птиц, как дикая утка и тетерев, а также рыб — щуки и окуня.
После реконструкции, примерно на 40-42 г. существования поселения, оно стало использоваться также как некрополь, где покойных оставляли на свайных платформах.